# دانشگاه آزاد اسلامی واحد امارات متحده عربی
دانشگاه آزاد اسلامی واحد امارات یکی از واحدهای مهم دانشگاه آزاد اسلامی در امارات متحده عربی است.

## وضعیت کلی
دانشگاه آزاد اسلامی واحد امارات از طریق آزمون اختصاصی اقدام به پذیرش دانشجو در واحدهای بین‌المللی و برون‌مرزی می‌نماید. این آزمون شامل دروس زبان عمومی و هوش و استعداد تحصیلی است.
تدریس در دانشگاه آزاد اسلامی واحد امارات به زبان انگلیسی است و به تبع آن نگارش و همچنین دفاع از رساله دکتری نیز به زبان انگلیسی انجام می‌پذیرد.
دانشگاه آزاد اسلامی واحد امارات موفق به اخذ میزبانی اجلاس بین‌المللی آسایهل برای سال ۲۰۱۷ در دبی شد.
دانشگاه آزاد اسلامی واحد امارات هم‌اکنون می‌تواند در رشته های کامپیوتر در سه مقطع، معماری، حقوق و مدیریت بازرگانی در مقطع،کارآفرینی،MBA، DBA،حسابداری و مدیریت هتل داری به صورت رسمی و قانونی فعالیت و در رسانه های متعلق به آموزش عالی امارات برای پذیرش دانشجوی ایرانی و خارجی آگهی درج کند.
در سال ۱۳۹۰ هجری خورشیدی در دیدار دکتر جاسبی با دکتر نهیان بن مبارک وزیر آموزش عالی امارات بر توسعه مبادلات علمی، آموزشی دانشگاه آزاد اسلامی و دانشگاه‌های امارات متحده عربی تأکید شد.

## رشته‌های تحصیلی
در سال ۱۳۹۱ هجری خورشیدی واحد امارات دانشگاه آزاد از سوی وزارت علوم این کشور مجوز اجرای ۱۲ رشته در مقاطع تحصیلی مختلف را دریافت کرد.

## تعداد دانشجویان
هم اکنون واحدهای برون مرزی دانشگاه آزاد دارای ۵۷۱ دانشجوی کارشناسی ارشد و دکتری هستند.

## مراکز تحقیقاتی
دانشگاه آزاد اسلامی واحد امارات بیش از ۴۸ مرکز تحقیقاتی دارد از جمله:
- Nano-technology Center
- Biotechnology Center
- Plasma Physics Research Center
- Supreme International Interdisciplinary Research Center
- Center for Advanced Science and Technology (CAST)
- Water Research Centers in certain branches